# Liara floricercus
Liara floricercus är en insektsart som beskrevs av Sigfrid Ingrisch 1990. Liara floricercus ingår i släktet Liara och familjen vårtbitare. Inga underarter finns listade i Catalogue of Life.